# Зырянка (Юргамышский район)
Зырянка — посёлок в Юргамышском районе Курганской области. Входит в состав Чинеевского сельсовета.

## История
До 1917 года в составе Чинеевской волости Курганского уезда Тобольской губернии. По данным на 1926 год состоял из 128 хозяйств. В административном отношении входил в состав Медвежьевского сельсовета Юргамышского района Курганского округа Уральской области.

## Население
| 1989 | 2002 | 2010 |
| ---- | ---- | ---- |
| 303  | ↘264 | ↘178 |

По данным переписи 1926 года в посёлке проживало 489 человек (249 мужчин и 240 женщин), в том числе: русские составляли 99 % населения.